# Zeugites hackelii
Zeugites hackelii är en gräsart som beskrevs av Jason Richard Swallen. Zeugites hackelii ingår i släktet Zeugites och familjen gräs. Inga underarter finns listade i Catalogue of Life.